# Kami Craig
Kameryn Louise Craig, detta Kami (San Luis Obispo, 21 luglio 1987), è un'ex pallanuotista statunitense.

## Carriera sportiva
Ha fatto parte della selezione degli Stati Uniti d'America che ha vinto la medaglia d'argento nel torneo femminile di pallanuoto ai Giochi olimpici di Pechino 2008.
Ha fatto parte anche della selezione nazionale vincitrice della medaglia d'oro nel torneo femminile nei Giochi olimpici di Londra.
Ha partecipato alla stessa competizione nel Giochi della XXXI Olimpiade tenutisi a Rio de Janeiro nel 2016, vincendo ancora una volta la medaglia d'oro.